# Oxanthera brevipes
Oxanthera brevipes là một loài thực vật thuộc họ Rutaceae. Đây là loài đặc hữu của New Caledonia.